# X-It
X-It (también conocido como Zonked) es un videojuego de puzle de 1994 desarrollado por Data Design Interactive (DDI) y publicado por Psygnosis para Amiga y MS-DOS. La versión para Amiga también fue distribuida en Australia por Hot Point. El juego está protagonizado por un personaje llamado Bill que fue secuestrado por extraterrestres y colocado en un laberinto espacial para aprender sobre los humanos, antes de lanzar una invasión contra la gente de la Tierra. El jugador controlará a Bill a lo largo de 120 niveles, cada uno dividido en ocho naves que presentan su propia variedad de obstáculos. El objetivo en cada nivel es hacer que cada bloque entre en los agujeros para crear un camino alrededor de la salida, sin que los bloques se queden atascados contra las paredes u otros obstáculos en un límite de tiempo.
DDI había trabajado anteriormente para la editorial Millennium Interactive en Pinkie antes de X-It. Fue diseñado y programado por un equipo dentro de DDI llamado Flatline; Richard Hackett y Stephen Bond idearon el concepto del juego y actuaron como codiseñadores. La banda sonora fue compuesta por Darren Wood. El juego obtuvo una recepción media por parte de los críticos. En 2006, un remake hecho por fanes para Microsoft Windows titulado X-It Again fue lanzado como freeware por el grupo finlandés Puzzlehouse.

## Jugabilidad
X-It es un juego de rompecabezas que se juega desde una perspectiva desde arriba similar a Sokoban and Anarchy (1987). La premisa gira en torno a un personaje llamado Bill, que fue secuestrado por extraterrestres y llevado a bordo de su nave. Los extraterrestres colocaron a Bill en un laberinto de chatarrería espacial para aprender sobre los humanos, antes de lanzar una invasión contra la gente de la Tierra. El jugador controlará a Bill a lo largo de 120 niveles, cada uno dividido en ocho naves que presentan su propia variedad de obstáculos. El objetivo en cada nivel es hacer que cada bloque entre en los rellenos de agujeros para hacer un camino alrededor de la salida, sin que los bloques se queden atascados contra las paredes u otros obstáculos en un límite de tiempo. Cada bloque tiene su propio peso y características.
Hay varios tipos de obstáculos, como pilares fijos, bloques inamovibles y hielo que evita que los bloques se detengan hasta que lo superen. Hay elementos dispersos en el campo de juego para ayudar al jugador a mover bloques, como rayos tractores y teletransportadores. Cuando se complete un nivel con éxito, se mostrará una contraseña en la pantalla. El jugador podrá volver a jugar un nivel ingresando la contraseña en la pantalla correspondiente. Los niveles posteriores aumentarán su número de obstáculos y complejidad general. Entre los niveles, el jugador participará en una etapa de bonificación. El jugador comienza con tres vidas, pero caer a través de agujeros o dejar que el tiempo se agote resultará en una vida perdida. El jugador puede saltar un nivel, pero también resultará en una vida perdida. El jugador tiene cinco créditos para seguir jugando, y el juego terminará si se usan todos.

## Desarrollo y lanzamiento
X-It fue creado por Data Design Interactive (DDI), un desarrollador de juegos británico que había trabajado anteriormente para la editorial Millennium Interactive en Pinkie. El juego fue producido por Greg Duddle. Fue diseñado y programado por un equipo dentro de DDI llamado Flatline; Richard Hackett y Stephen Bond idearon el concepto del juego y actuaron como codiseñadores. David Hackett, Marcus Stringer y Richard Hackett también proporcionaron diseño adicional de niveles. Marcus Stringer fue responsable del diseño gráfico, mientras que Dale Johnstone estuvo a cargo de las secuencias renderizadas. La banda sonora fue compuesta por Darren Wood. Varios miembros del personal también colaboraron en el proceso de desarrollo del juego. El juego fue publicado por primera vez en Europa por Psygnosis para Amiga en noviembre de 1994 (aunque diciembre también figura como fecha de lanzamiento). Una versión MS-DOS también fue lanzada por Psygnosis ese año. El juego fue conocido como Zonked en las primeras vistas previas, y las principales publicaciones de juegos lo reseñaron como Zonked. La versión para Amiga también fue distribuida en Australia por Hot Point. En 2006, Jay Parker del grupo finlandés Puzzlehouse lanzó como freeware una nueva versión para Microsoft Windows titulada X-It Again.

## Recepción
X-It recibió una recepción media por parte de los críticos. Joachim Nettelbeck de PC Joker y Amiga Joker reseñó las versiones para MS-DOS y Amiga. Nettelbeck lo calificó como una buena variante de Sokoban, aclamando su audio y controles. Consideró que los gráficos eran elegantes pero poco impresionantes. Andy Nuttall de The One Amiga consideró que su dificultad era más equilibrada en comparación con Clockwiser. Nuttall también destacó la variedad, la jugabilidad y la calidad de la música del juego. Roland Gerhardt de Amiga Games hizo comentarios positivos sobre la presentación audiovisual del juego, la jugabilidad, los tiempos de carga cortos, el uso de contraseñas y los chistes. Stephan Girlich de Play Time sintió que su duración y sus gráficos por encima de la media le dieron al juego un toque moderno.
Grégory Halliday de Amiga Dream consideró que X-It era un juego de rompecabezas de alta calidad para jugadores experimentados y destacó el nivel de dificultad de ciertos rompecabezas, pero, sin embargo, sintió que sus gráficos eran simplistas. Erika Hagberg de Datormagazin consideró que sus gráficos estaban bien y que el juego era divertido de jugar ocasionalmente, pero mediocre. Paul Roundell y Andy Sharp de Amiga Action consideraron que el juego era un juego de rompecabezas divertido y agradable, pero Roundell expresó que sus gráficos no «venden» las capacidades de Amiga. Stephen Bradley de Amiga Format lo llamó un juego simple pero bien ejecutado, citando su jugabilidad sólida y la capacidad de moverse en diferentes áreas. Mark Winstanley de Amiga Power sintió que el juego estaba más «repleto de funciones» en comparación con Sokoban y destacó su dificultad, pero desaprobó los gráficos, la música, el límite de tiempo estricto, la falta de valor de rejugabilidad adicional y la similitud con otros títulos de rompecabezas.
La revista Australian Commodore & Amiga Review consideró que X-It agregó «mucho» al concepto de juego de «cajas y agujeros». Aclamaron las imágenes y animaciones del juego, pero consideraron que los niveles de bonificación eran aburridos y el sonido poco memorable. Tina Hackett de Amiga Computing expresó opiniones encontradas sobre los gráficos y el audio, pero en última instancia lo consideró un título entretenido, citando su jugabilidad adictiva y su nivel de progresión satisfactorio. Michael Traquir de CU Amiga consideró que la dificultad general del juego no ofrecía una «curva de aprendizaje real». Lawrence van Rijn de Amiga Magazine consideró que el juego era fácil de jugar, afirmando que podía competir con juegos de rompecabezas como Boulder Dash (1984) y Bombuzal. Ferios de la publicación polaca Top Secret le dio una perspectiva favorable.